# Борошняні кліщі
Борошняні кліщі (Acaridae) — родина кліщів ряду Sarcoptiformes.

## Розповсюдження
Є кілька родів із космополітичним поширенням, таких як Acarus, Sancassania і Tyrophagus.

## Екологія
Acaridae живуть у різних середовищах існування та мають різний раціон.
Багато з представників родини є загальними спеціалістами, які живуть у природному (наприклад, ґрунт, лісова підстилка, гнізда тварин, рослинний матеріал, що розкладається) і штучному (наприклад, людські помешкання, зерносховища, оранжереї, розплідники рослин) середовищах. Вони харчуються органічними матеріалами, що розкладаються, грибами й нематодами.
Є більш спеціалізовані борошняні кліщі. Деякі Acaridae заселяють гнізда теплокровних тварин, переважно гризунів і птахів. У межах Sancassania є види, пов'язані з певними бджолами, асоційованими з жуками-скарабеями (форетично їздять на живих жуках і харчуються мертвими жуками) або харчуються грибами. Лінія Tyrophagus, що складається з T. formicetorum і споріднених видів, зустрічається лише в гніздах мурах. Деякі види Histiogaster живуть під корою і харчуються грибами.

## Розсіяння
Різноманітні Acaridae мають у своєму життєвому циклі стадію форетичної дейтонімфи, стадію німфи, яка не харчується, і може розсіюватися у нових місцях існування, пересідаючи на більших тварин. Також повідомлялося про гіперфорез (катання на тварині, яка сама їздить верхи на третій тварині) з дейтонімфами Acaridae на більшому кліщі Uropodidae, який, своєю чергою, був на жуку.
Більшість видів Tyrophagus не утворюють дейтонімф (за винятком лінії T. formicetorum), натомість розсіюються на стадіях живлення. Вони можуть розсіюватися теоретично, активними рухами або повітряними потоками.

## Шкідники
Деякі види Acaridae є шкідниками продуктів, наприклад Acarus siro, A. farris, Tyrophagus putrescentiae, Tyrophagus longior і Tyrolichus casei. Вони їдять органічні матеріали, такі як зерно, борошно, сушені фрукти, молочні продукти, шинки, сири, солома, шкури тварин, культуральні середовища безхребетних, матеріали для підстилки хребетних і корм для тварин. Вони процвітають у вологих умовах і на вологих матеріалах. Acaridae можуть викликати дерматит через проколювання шкіри людини (при спробі годування) або через контактні алергени.
Є також Acaridae, які є шкідниками живих рослин. До них належать рід Rhizoglyphus (шкідники рослин з цибулинами) і вид T. longior (шкідник деяких декоративних рослин).

## Роди
Fagacarinae Fain & R. A. Norton, 1979
- Fagacarus Fain & R. A. Norton, 1979

Acarinae Nesbitt, 1945
- Acarus Linnaeus, 1758
- Aleuroglyphus Zachvatkin, 1940
- Ebertia Oudemans, 1924
- Podoglyphus Oudemans, 1937
- Tyrolichus Oudemans, 1924
- Tyroglyphites Pampaloni, 1902
- Tyrophagus Oudemans, 1924

Rhizoglyphinae Zakhvatkin, 1941
- Acarotalpa Volgin, 1966
- Acotyledon Oudemans, 1903
- Caloglyphus Berlese, 1923
- Cosmoglyphus Oudemans, 1932
- Froriepia Vitzthum, 1919
- Garsaultia Oudemans, 1916
- Histiogaster Berlese, 1883
- Horstia Oudemans, 1905
- Mycetoglyphus Oudemans, 1932
- Myrmoglyphus Vitzthum, 1935
- Rhizoglyphus Claparédè, 1869
- Sancassania Oudemans, 1916
- Schwiebea Oudemans, 1916
- Stereoglyphus Berlese, 1923
- Thyreophagus Rondani, 1874
- Troglocoptes Fain, 1966
- Valmontia Oudemans, 1923
- Viedebanttia Oudemans, 1929

Pontoppidaniinae Oudemans, 1925
- Diphtheroglyphus Nesbitt, 1950
- Pontoppidania Oudemans, 1923

Incertae sedis
- Aellenella S. Mahunka, 1978
- Apiacarus Volgin, 1974
- Amphicalvolia Türk, 1963
- Armacarus S. Mahunka, 1979
- Askinasia Yunker, 1970
- Australhypopus Fain & Friend, 1984
- Baloghella Mahunka, 1963
- Bembidioglyphus Klimov, 1998
- Boletacarus V. I. Volgin & S. V. Mironov, 1980
- Boletoglyphus Volgin, 1953
- Bromeliaglyphus H. H. J. Nesbitt, 1985
- Calvoliella Samsinak, 1969
- Calvoliopsis Mahunka, 1973
- Capillaroglyphus Klimov, 1998
- Carabidobius Volgin, 1953
- Cerophagopsis Zachvatkin, 1941
- Chibidaria Sasa, 1952
- Contromelisia Samsinak, 1969
- Ctenocolletacarus Fain, 1984
- Diadasiopus OConnor, 1997
- Dynastopus Fain, 1978
- Ewingia Pearse, 1929
- Fainoglyphus S. Mahunka, 1979
- Forcellinia Oudemans, 1924
- Ghanacarus Mahunka, 1973
- Halictacarus Mahunka, 1975
- Heteroglyphus Foa, 1897
- Hoogstraalacarus Yunker, 1970
- Horstiella Türk, 1949
- Hortacarus S. Mahunka, 1979
- Hyohondania Sasa, 1952
- Irianopus Fain, 1986
- Kanekobia Fain, C. E. Yunker, J. van Goethem & D. E. Johnston, 1982
- Kargoecius Fain, 1985
- Konoglyphus Delfinado & Baker, 1974
- Kuzinia Zachvatkin, 1941
- Lackerbaueria Zachvatkin, 1941
- Lamtoglyphus Fain, 1975
- Lasioacarus Kadzhyaya, 1968
- Lemmaniella Mahunka, 1977
- Lindquistia Mahunka, 1977
- Lowryacarus Fain, 1986
- Machadoglyphus Mahunka, 1963
- Madaglyphus Fain, 1971
- Mahunkaglyphus Eraky, 1998
- Mahunkallinia Eraky, 1999
- Mauracarus S. Mahunka, 1978
- Medeus Volgin, 1974
- Megachilopus Fain, 1974
- Mezorhizoglyphus Kadzhaya, 1966
- Mycetosancassania Klimov, 2000
- Myrmolichus Türk & Türk, 1957
- Naiacus H. H. J. Nesbitt, 1990
- Naiadacarus Fashing, 1974
- Neoacotyledon K. Samsinak, 1980
- Neohorstia Zachvatkin, 1941
- Neotropacarus Baker, 1985
- Notiopsyllopus Fain, 1977
- Ocellacarus S. Mahunka, 1979
- Olafsenia Oudemans, 1927
- Omentopus Fain, 1978
- Paraceroglyphus Fain & Beaucournu, 1979
- Paraforcellinia Kadzhaya, 1974
- Passaloglyphus Mahunka & Samsinak, 1972
- Paulacarellus Fain, 1976
- Pelzneria Scheucher, in Stammer 1957
- Pinoglyphus S. Mahunka, 1978
- Psyllacarus Fain, F. Bartholomaeus, B. Cooke & J. C. Beaucournu, 1990
- Psylloglyphus Fain, 1966
- Psyllopus Fain & J. C. Beaucournu, 1993
- Reckiacarus G. Kadzhaya, 1972
- Rettacarus S. Mahunka, 1979
- Rhizoglyphoides V. I. Volgin, 1978
- Rodionovia Zachvatkin, 1941
- Scatoglyphus Berlese, 1913
- Schulzea Zachvatkin, 1941
- Sennertionyx Zachvatkin, 1941
- Setoglyphus S. Mahunka, 1979
- Sinolardoglyphus Z. T. Jiang, 1991
- Sinosuidasia Jiang, 1996
- Spinacaropus Fain & A. M. Camerik, 1978
- Terglyphus Samsinak, 1965
- Thectochloracarus Fain, Engel, Flechtmann & OConnor, 1999
- Trichopsyllopus Fain & G. T. Baker, 1983
- Troxocoptes Fain & J. R. Philips, 1983
- Umakefeq Klimov, 2000
- Volginia Kadzhaya, 1967